# Zbigniew Chlebowski
Zbigniew Chlebowski (Żarów (Polonia), 8 de marzo de 1964), político polaco de la Plataforma Cívica y economista. También fue miembro del Sejm 2001-2005.

## Biografía
Se graduó en la Facultad de Mecanización Agrícola de la Academia de Agricultura de Breslavia, obteniendo el título profesional de Maestría en Ingeniería. Completó estudios de posgrado en la Universidad de Economía de Wrocław (gestión estratégica) y en la Facultad de Gestión de Administración Pública de la Escuela de Negocios Wielkopolska de la Universidad de Economía de Poznań (finanzas de la administración pública). Obtuvo un MBA, así como el International Manager Certificate en el campo de la gestión en la administración.
En los años 1990-2001 fue alcalde de Żarów. En ese momento, la ciudad recibió el premio "Clave del éxito de Baja Silesia". De 1998 a 2001 también fue consejero del consejo regional de Baja Silesia (elegido de la lista de AWS).
Pertenecía al Partido Popular Conservador. Desde 2001 está asociado a la Plataforma Cívica. Desde ese año, ocupó un mandato parlamentario de la circunscripción de Wałbrzych de las listas del partido. En el cuarto mandato del Sejm fue vicepresidente del club parlamentario Plataforma Cívica. Fue reelegido en 2005. El 13 de enero de 2006 se convirtió en el portavoz de finanzas en el gabinete en la sombra de la Plataforma Cívica. En las elecciones parlamentarias de 2007, se convirtió en diputado por tercera vez
El 1 de octubre de 2009, fue suspendido del cargo de presidente del club parlamentario PO después de la publicación de transcripciones de sus conversaciones con empresarios de la industria del juego Fue destituido de este cargo el 9 de octubre del mismo año. El 26 de octubre de 2009, suspendió su membresía en el club y el partido. El 28 de octubre de 2009 se convirtió en miembro no inscrito. También se encontró fuera del partido.
En 2011, como independiente, se postuló sin éxito para senador. Fue nombrado vicepresidente y luego presidente del Consorcio Ferroviario Europeo "Wagon".
Fue galardonado con la Cruz de Bronce al Mérito (2001)